# Coussapoa nymphaeifolia
Coussapoa nymphaeifolia är en nässelväxtart som beskrevs av Paul Carpenter Standley. Coussapoa nymphaeifolia ingår i släktet Coussapoa och familjen nässelväxter. Inga underarter finns listade i Catalogue of Life.